# The Resistance
The Resistance je páté studiové album anglické rockové skupiny Muse, vydané v září 2009. Na 53. ročníku vyhlašování cen Grammy získalo ocenění za nejlepší rockové album.

## Příprava alba
První informace o podobě dalšího studiového alba se objevily v roce 2007. Muse některým písním plánovali dát větší elektronickou a taneční podobu, jiné chtěli naopak udělat v klasickém či symfonickém stylu za pomoci orchestru. Uvažovali také o tom, že by si novou desku produkovali sami, aby nemuseli mít při výběru skladeb a při jejich úpravě svázané ruce producentem, což nakonec uskutečnili.
V lednu 2008 Bellamy řekl magazínu NME, že si není jistý, v jakém formátu písně nahrají. Doslova řekl: "... možná vytvoříme album, možná jen singly, nebo to může být třeba i 50minutová symfonie, víte co tím chci říct? Kdo ví? ... . V interview také prozradil, že by rád na nové desce udělal vlastní patnáctiminutové rockové sólo na kytaru. Nakonec má The Resistance běžnou formu, 11 oddělených písní běžné délky, i když poslední tři písně tvoří dohromady rozsáhlou skladbu Exogenesis: Symphony, ve které skupina uplatnila symfonické prvky.
Album se setkalo převážně s pozitivní kritikou a dosáhlo na nejvyšší příčku hitparád v 19 zemích. Z alba vzešly postupně singly Uprising, Undisclosed Desires, Resistance a v limitované edici pak Exogenesis: Symphony, 13minutová skladba pojatá jako symfonie, rozdělená na tři části.
Pro 53. ročník vyhlašování cen Grammy (v roce 2011) získala skupina 3 nominace. Album The Resistance nakonec zvítězilo v kategorii Nejlepší rockové album, nominace písně Resistance v kategoriích Nejlepší rocková píseň a „Nejlepší rockový výkon se zpěvem předvedený duem nebo skupinou“ (Best Rock Performance By A Duo Or Group With Vocals) nebyly úspěšné.

## Seznam písní
1. Uprising – 5:05
2. Resistance – 5:47
3. Undisclosed Desires – 3:56
4. United States of Eurasia (+Collateral Damage) – 5:48
5. Guiding Light – 4:13
6. Unnatural Selection – 6:55
7. MK Ultra – 4:06
8. I Belong to You (+Mon cœur s'ouvre à ta voix) – 5:39
9. Exogenesis: Symphony, Part 1 (Overture) – 4:18
10. Exogenesis: Symphony, Part 2 (Cross-pollination) – 3:56
11. Exogenesis: Symphony, Part 3 (Redemption) – 4:37